# Суэ (посёлок)
Суэ (яп. 須恵町 Суэ-мати) — посёлок в Японии, находящийся в уезде Касуя префектуры Фукуока. Площадь посёлка составляет 16,33 км², население — 27 032 человека (1 августа 2014), плотность населения — 1655,36 чел./км².

## Географическое положение
Посёлок расположен на острове Кюсю в префектуре Фукуока региона Кюсю. С ним граничат город Иидзука и посёлки Касуя, Сасагури, Симе, Уми.

## Население
Население посёлка составляет 27 032 человека (1 августа 2014), а плотность — 1655,36 чел./км². Изменение численности населения с 1980 по 2005 годы:
| 1980 | 18 546 чел. |  |
| 1985 | 20 085 чел. |  |
| 1990 | 22 209 чел. |  |
| 1995 | 24 125 чел. |  |
| 2000 | 25 086 чел. |  |
| 2005 | 25 601 чел. |  |

## Символика
Деревом посёлка считается восковница красная, цветком — рододендрон, птицей — Cettia diphone.